# Alcides Sagarra
Alcides Sagarra Carón (* 18. August 1936 in Santiago de Cuba) ist ein ehemaliger kubanischer Boxtrainer. Er gilt als bester Trainer im olympischen Boxen aller Zeiten. Von 1963 bis 2001 war er Chef-Trainer der Kubanischen Nationalmannschaft und konnte mit seinen Sportlern 32 Goldmedaillen erringen, so viele wie kein anderer Trainer. Auf Kuba ist er bekannt als „El Maestro“ (der Meister).

## Leben
Alcides Sagarra kam am 18. August 1936 in Santiago de Cuba zur Welt. Von 1951 bis 1956 war er selber als Boxer aktiv und bestritt um die 100 Kämpfe. Laut Sagarra konnte er seine Karriere aufgrund von Asthma nicht richtig fortsetzen. Nach seiner Karriere begann er als Mechaniker zu arbeiten, jedoch studierte er gleichzeitig Sport am Sports Institute Manuel Fajardo. Im Jahr 1962 machte er als junger Trainer auf sich aufmerksam und bekam das Recht, in der UdSSR Sport weiter zu studieren. So schloss Sagarra sein Studium an der Sportuniversität in Kiew ab.
Ein Jahr später wurde er zum Chef-Trainer der Kubanischen Nationalmannschaft ernannt. Für die Technologien und Methoden kam Kurt Rosentritt aus der DDR nach Kuba und baute das Boxen dort mit Sagarra auf. Die ersten Erfolge durch Sagarra machten sich bemerkbar. Im Jahr 1967 konnte sich Kuba den ersten Platz bei den Pan-Amerikanischen Spielen sichern und auch bei den Olympischen Spielen holten Enrique Regüeiferos und Rolando Garbey die Silbermedaille. Um das Boxen noch weiter voranzutreiben, wurde der erfahrene sowjetische Trainer Andrej Tscherwonenko nach Kuba geschickt, um mit Sagarra die Kubaner auf die Olympischen Spiele in München vorzubereiten. Das Ergebnis war, dass Kuba im Boxen eine Weltmacht wurde. In München errangen sie sich mit dreimal Gold den ersten Platz in der Medaillenwertung, und Sagarras Spitzenathlet Teofilo Stevenson sicherte sich die Val-Barker-Trophäe für den besten Boxer der Spiele. Ab da wurde Sagarra alleiniger Chef-Trainer in Kuba und ihm assistierten nur Kubaner wie Pedro Diaz oder Raul Angel Fernandez Liranza.
Der Weltboxverband AIBA ließ daraufhin mit Hilfe von Fidel Castro die erste Boxweltmeisterschaft 1974 in Havanna austragen. Auch hier belegten die Kubaner den ersten Platz im Medaillenrang, wie bei den darauffolgenden Weltmeisterschaften 1978, 1982 und 1986 sowie 1991, 1993 und 1995. Nur musste sich Sagarra in den Jahren 1989 der UdSSR, 1997 Russland und 1999 den USA bei der Mannschaftswertung geschlagen geben. Auch erhielten Boxer wie Teofilo Stevenson, Roberto Balado und Juan Hernandez Sierra die Russel-Trophäe als Beste Boxer des Turners. Insgesamt holten die Kubaner bei der WM unter Sagarra 63 Goldmedaillen.
Weiter konnte Sagarra 1980, 1992, 1996 und 2000 bei den Olympischen Spielen den ersten Platz holen in der Medaillenwertung. Nur 1976 gelang es ihm nicht vor den Amerikanern mit Sugar Ray Leonard, Leon Spinks und Michael Spinks. 1984 und 1988 konnte es nicht erreicht werden aufgrund des Boykotts von Kuba bei den Olympischen Spielen. So hatten Boxer wie Angel Espinosa, Pablo Romero, Candelario Duvergel, Pedro Orlando Reyes, Juan Torres Odellin, Bernardo Comas, Carlos Garcia und Enrique Carrion nicht die Chance auf eine Olympische Medaille, oder sogar den Olympiasieg.
Nach den erfolgreichen Spielen in Sydney beschloss Sagarra im Jahr 2001, seine Trainerkarriere zu beenden, und stand dem Kubanischen Boxverband und INDER (Kubanische Sportorganisation) als Funktionär zur Verfügung.
Zu den erfolgreichsten Athleten von Sagarra gehören an erster Stelle Felix Savon, dreifacher Olympiasieger und sechsfacher Weltmeister, sowie Teofilo Stevenson, dreifacher Olympiasieger und dreifacher Weltmeister, dicht gefolgt von Juan Hernández Sierra, Roberto Balado, Adolfo Horta, Mario Kindelán, Ariel Hernandez, Hector Vinent, Angel Herrera, Guillermo Rigondeaux, Maikro Romero, Juan Carlos Lemus, Emilio Correa Vaillant und Jorge Hernández.

## Sonstiges
Alcides Sagarras älterer Bruder, Diogenes Sagarra, war ebenfalls lange Jahre als Auswahltrainer in Kuba sowie im Ausland tätig. 1992 führte er bei den Olympischen Spielen in Barcelona Thailand zu einer Bronzemedaille durch Arkhom Chenglai.